# Lewis Terman
Lewis Terman (ur. 1877, zm. 1956) – przez 20 lat dziekan katedry Psychologii na Uniwersytecie Stanforda. Zaadaptował test inteligencji Alfreda Bineta i Théodora Simona, by mierzyć i porównywać wyniki ludzi na całym świecie. Terman zainicjował też przedsięwzięcie badań podłużnych, dzięki któremu można było obalić wiele mitów dotyczących geniuszy. Dowiedziono, że to wysportowani, zdrowi i świetnie radzący sobie w życiu ludzie, a nie zagubione, samotne i nieszczęśliwe jednostki.
Terman wprowadził też termin IQ w 1916 r.